# 神奈川フィルハーモニー管弦楽団
公益財団法人神奈川フィルハーモニー管弦楽団（かながわフィルハーモニーかんげんがくだん、英語: Kanagawa Philharmonic Orchestra）は、神奈川県に存在するプロオーケストラである（神奈川県内のプロオーケストラとしては、他に横浜シンフォニエッタや東京交響楽団が存在する）。横浜市保土ケ谷区にあるかながわアートホールを練習場とする。事務局はアートホール内にあったが、現在横浜市中区元浜町に移転している。横浜みなとみらいホールで、年9回の定期演奏会を開いているほか、県内の小中学校等で行われる移動音楽教室や、テレビ朝日の「題名のない音楽会」やNHKの「歌謡チャリティーコンサート」などの音楽番組にも出演している。日本オーケストラ連盟正会員。

## 沿革
- 1970年（昭和45年） - 3月に鎌倉で金子登、前田孝市郎（幸市郎）が前身の「ロリエ管弦楽団」をプロ・オーケストラに改組して発足。10月7日に神奈川県立青少年センターで、大木孝雄の指揮により第1回定期演奏会を行う。
- 1978年（昭和53年） - 現名称で財団法人の認可を受ける。
- 1985年（昭和60年） - 特定公益増進法人としての認可を受け、神奈川県、川崎市、横浜市、文化庁からの助成を受ける。
- 1998年（平成10年） - 横浜みなとみらいホールが開館。10月3日の第150回定期演奏会から使用開始。それまで主に神奈川県立音楽堂で行われてきた定期演奏会は、このホールの開館を機に、徐々に横浜みなとみらいホールと神奈川県民ホールの2館態勢へと移行した。2006年-2007年シーズンは、全10回の定期演奏会を、みなとみらいホールで6回、県民ホールで4回行ったが、県民ホールでの定期演奏会は2007年3月を最後に、その後は定期演奏会全公演をみなとみらいホールで行っている。
- 2001年（平成13年） - ハンス＝マルティン・シュナイトが6月16日、第177回定期演奏会で定期初登場。プログラムは、レスピーギ 「リュートのための古風な舞曲とアリア第3組曲」、モーツァルト「ピアノ協奏曲第27番変ロ長調 K.595」（ピアノ：伊藤恵）、モーツァルト「交響曲第40番ト短調 K.550」。
- 2002年（平成14年） - 9月7日に第189回定期演奏会で常任指揮者、現田茂夫指揮によりプッチーニ作曲「トゥーランドット」を演奏会形式で取り上げる。
- 2003年（平成15年） - 11月14日に第200回定期演奏会で常任指揮者、現田茂夫指揮によりプッチーニ作曲「蝶々夫人」を演奏会形式で行った。
- 2010年（平成22年） - 創立40周年記念演奏会、マーラー作曲、交響曲第2番「復活」を常任指揮者、金聖響指揮で神奈川県民ホールにて行った。
- 2011年（平成23年） - 約3億円の債務超過による経営難により存続の危機に陥る中、当時の神奈川県知事だった黒岩祐治が応援団長となり、ブルーダル基金の募金活動を実施[1]。
- 2014年（平成26年） - 4億6千万円を超える寄付を集め債務超過が解消され、公益財団法人へ移行[2]。

## 指揮者陣
桂冠芸術顧問
- 團伊玖磨 - 1996年から2001年まで芸術顧問をつとめ、2001年5月の没後に桂冠芸術顧問の称号が献呈された。

桂冠指揮者
- 山田一雄

名誉指揮者
- 現田茂夫

音楽監督
- 沼尻竜典

特別客演指揮者
- 小泉和裕

首席ソロ・コンサートマスター
- 石田泰尚

ポップス・オーケストラ音楽監督
- 藤野浩一

神奈川フィル合唱団音楽監督
- 大久保光哉
- 近藤政伸（名誉音楽監督）

## 歴代指揮者
- 黒岩英臣 - 1985年 - 1990年、常任指揮者
- 山田一雄 - 1991年、初代音楽監督、この年に急逝。桂冠指揮者の称号が献呈された。
- 佐藤功太郎 - 1990年 - 1994年、首席指揮者
- 外山雄三 - 1992年 - 1996年、第2代音楽監督
- 手塚幸紀 - 1996年 - 2000年、常任指揮者
- 現田茂夫 - 1996年 - 2000年、指揮者、2000年9月、常任指揮者、2009年4月より名誉指揮者
- ハンス＝マルティン・シュナイト - 2002年4月より首席客演指揮者、2007年4月より第3代音楽監督（2009年3月まで）
- 金聖響 - 2009年4月 - 2014年3月、常任指揮者
- サッシャ・ゲッツェル - 2013年4月 - 2017年3月、首席客演指揮者
- 藤野浩一 - 2002年4月よりポップス・オーケストラ音楽監督
- 川瀬賢太郎 - 2014年 - 2022年、常任指揮者
- 小泉和裕 - 2014年 - 、特別客演指揮者
- 沼尻竜典 - 2022年 - 、音楽監督

## 特色
- オペラへの取り組み

横浜シティオペラや首都オペラとの共演で、歌劇への取り組みを行ったり、近年、びわ湖ホールと神奈川県民ホールとの共同制作の企画にも演奏を提供している。創立30周年を記念して結成された「神奈川フィル合唱団」を率いて、プッチーニの歌劇「トゥーランドット」、（第189回定期演奏会）「蝶々夫人」（第200回定期演奏会、いずれも演奏会形式）などを上演している。
- 古典派音楽の演奏会

首席客演指揮者に迎えたシュナイトの指揮で、かつて定期演奏会の会場として使用していた名ホール・神奈川県立音楽堂での特別演奏会「シュナイト・音楽堂シリーズ」を2003年1月から開催している。
2009年4月より常任指揮者となった金聖響によりピリオド奏法のアイディアを取り入れた古典派の演奏を定期演奏会でも行っている。
- ロマン派音楽の演奏会

2010年3月より神奈川県立音楽堂で“聖響音楽堂シリーズ「ロマン派の響き」”全4回シリーズで前期ロマン派のシューベルト、メンデルスゾーンを取り上げている。また定期演奏会でも現在集中的にマーラーを取り上げている。
- ポップス・オーケストラとしての神奈川フィル

先にあげた「題名のない音楽会」に2003年から出演のほか、作曲家でもある青島広志を指揮者に迎えた「ブルーアイランド氏のおしゃべりコンサート」も、夏休みの時期に行っている。ハリウッド映画音楽作曲家の第一人者ジェリー・ゴールドスミスを単独で招聘し、過去5回の特別演奏会を開いたこともある。2002年4月より藤野浩一をポップス・オーケストラ音楽ディレクターとして迎え、この分野でも充実を図っている。
- 演奏会のプログラミング

もともと創立当時から保守的名曲路線ではあったが、外山雄三の音楽監督就任により現代日本の作曲家も積極的に演奏されるようになった。外山退任後、團＝手塚体制でもその方向は継続され、更に現田体制まで世界の近現代作品までプログラムに載せるまでに発展した。シュナイト音楽監督就任により一気に独墺系に傾斜し、現代作品がプログラムから消えた一方、ベートーヴェンやブラームス、ブルックナーを扱った。金体制になってからは新作初演もあるが再び基本、名曲路線に戻り、2010-11シーズンはマーラー・イヤーであることもあり、2シーズンにわたりマーラーを集中的に取り上げている。

## 神奈川フィル楽団員解雇争議
2012年4月に「演奏技術が著しく低いと沼尻竜典客演指揮者と金聖響常任指揮者から指摘があった。演奏中の態度も極めて悪い。度重なる呼出や始末書の提出要求に応じなかった」などとして楽団より解雇された2人のコントラバス楽団員が、楽団に対し、解雇無効、地位保全と賃金の支払いを求めて横浜地裁へ提訴した。申し立ては2013年8月1日付。楽団側は解雇の正当性を主張し、楽団員側は「沼尻指揮者の指摘はすべて伝聞に基づくものであり、金指揮者は陳述書を提出するまで一度の指摘もしていない、演奏中の態度が悪いとしたのは対立する組合員一人のみで観客から苦情が出たことはない、呼出・始末書の未提出は各人１回であり、すでに戒告処分を受けている」などとして、解雇が2人の労働組合活動（神奈川県公務公共一般労働組合神奈フィル分会の組合員）を理由にした"不当労働行為"にあたると主張した。
並行して神奈川県労働委員会へも労働法違反があるかどうかの調査審議が依頼され（労働審判手続）、2014年7月に県労働委員会は楽団の不当労働行為と2人への救済命令を出した。ブルーダル基金の成功により公益財団法人となったばかりの楽団は、「解雇は将来を見据えた真の健全化への苦渋の決断、理解してほしい」とコメントし、直後に上位組織である中央労働委員会へ再審査を申し立てた。
2015年11月26日、横浜地裁は「解雇は社会通念上相当ではなく、解雇権の乱用」であるとして、解雇無効と未払い賃金計約3000万円の支払いを楽団側に命じた。一方で、「結論は乱用だが、国内有数のコントラバス奏者に精神的苦痛を与え退団に追い込むなど、就業規則上の解雇理由に当たる事実も存在する」として、楽団員側が主張していた"不当労働行為"には該当しないとの判断を下した。
楽団側は地裁判決を不服として、中央労働委員会および東京高裁へ上訴したが、中央労働委員会の勧告に従い、楽団側が楽団員の解雇を撤回して解決金を支払うこと、楽団員が解雇の撤回後に合意退職することなどを盛り込んだ和解が2016年4月に成立した。
類似事件として日本フィルハーモニー交響楽団の「日フィル争議」を参照。

## 主な演奏会
- 定期演奏会　みなとみらいシリーズ
  - 横浜みなとみらいホール（年10回）
- 定期演奏会　県民ホールシリーズ
  - 神奈川県民ホール（年3-4回、ただし2017-18シーズンはホールの改修工事により休み。）
- 定期演奏会　音楽堂シリーズ
  - 神奈川県立音楽堂（年3回）
- 特別演奏会
  - ヴィアマーレ・ファミリー・クラシック　（はまぎんホールヴィアマーレ）
  - 神奈川フィル・モーツァルト・ディスカバリー（神奈川県民ホール　小ホール）
  - 神奈川フィル・ベートーヴェン・ディスカバリー（神奈川県立音楽堂）

## 関連記事
- オーケストラの一覧
- クラシック音楽の指揮者一覧
- かながわアートホール